# Fátimai fohász
A fatimai fohász az 1917-ben történt fátimai jelenéseket megtapasztaló három pásztorgyermek - Jácinta, Francisco és Lúcia fohászaként vált ismertté. A portugáliai, fatimai Szűz Mária kultuszához kapcsolódik.
Lúcia csak negyedszázaddal később írhatta le az egyházi hatóságok engedélyével. Ezután általánossá vált e rövidke fohász imába foglalása, főként a rózsafüzér imádkozásakor, a Dicsőség…-ek elmondása után; lehetséges azonban bármikor máskor is fohászkodni a nap folyamán.

## A fohász szövege
A titkokat követően a Szűzanya még ezt mondta a gyerekeknek:

„Ha a rózsafüzért imádkozzátok, minden tized végén tegyétek hozzá:
 
„Ó, Jézusom, bocsásd meg bűneinket, ments meg minket a pokol tüzétől és vidd a mennybe a lelkeket, különösen azokat, akik a legjobban rászorulnak irgalmadra!”

## Lásd még
Fatimai titkok és ígéretek. In: Antalóczi Lajos: Jelenések, üzenetek és a jövő. Kisboldogasszony Plébánia. Eger, 2000. Archiválva 2011. október 13-i dátummal a Wayback Machine-ben